# Caveirac
Caveirac – miejscowość i gmina we Francji, w regionie Oksytania, w departamencie Gard.
Według danych na rok 1990 gminę zamieszkiwało 2679 osób, a gęstość zaludnienia wynosiła 176 osób/km² (wśród 1545 gmin Langwedocji-Roussillon Caveirac plasuje się na 145. miejscu pod względem liczby ludności, natomiast pod względem powierzchni na miejscu 527.).